# Geisweid
Geisweid é um bairro (Stadtteil) da cidade Siegen, na Alemanha. Geisweid é também o nome do distrito municipal (Stadtbezirk) I, que abrange, além do bairro de mesmo nome, os bairros de Birlenbach, Meiswinkel, Langenholdinghausen, Dillnhütten, Sohlbach, Buchen, Niedersetzen e Obersetzen. 

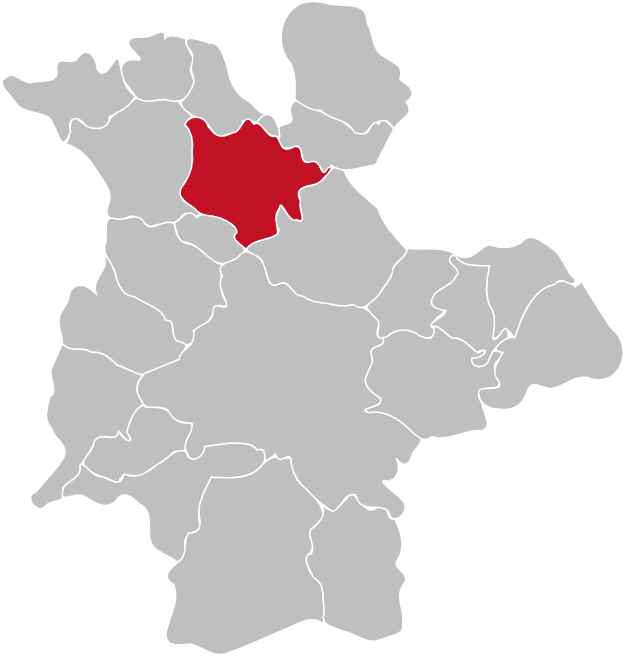
Os bairros da cidade de Siegen e a localização de Geisweid (em vermelho).

Com 13.416 habitantes (no ano de 2015), o bairro de Geisweid localiza-se na parte norte da cidade de Siegen. Seus limites são estabelecidos da seguinte forma: ao norte, pelo bairro de Sohlbach; a leste, pelos bairros de Weidenau; ao sul, por Birlenbach e Langenholdinghausen.